# Ядерно-геофізичні методи
Ядерно-геофізичні методи — сукупність геофізичних методів, основаних на дослідженні природних чи штучно викликаних полів ядерних випромінювань, наприклад, у гірських породах.

## Загальна характеристика
Зміна полів випромінювань і взаємодія радіоактивних випромінювань гірських порід залежить від їх складу та властивостей, а також насичуючих флюїдів (газу, нафти, води). Я.-г.м. використовуються для вивчення складу, геологічної будови земної кори, процесів, які проходять у надрах Землі, а також пошуків, розвідки родовищ корисних копалин та контролю за їх розробкою. На відміну від інших геофізичних методів Я.-г.м. дають безпосередню інформацію про елементарний та радіонуклідний склад об'єктів, що вивчаються.
Я.-г.м. розрізняють за видом первинного (збуджувального) та вторинного (реєстрованого) випромінювання, типу ядерної реакції, що вивчається, чи ефекту взаємодії випромінювання з речовиною, способом та режимом вимірювань. Найбільш поширений з Я.-г.м. гамма-метод оснований на вимірюванні інтенсивності потоку чи спектра гамма-випромінювання природних радіоактивних нуклідів, які містяться в гірських породах (головним чином гамма-випромінювання, продуктів розпаду урану та торію, а також радіонукліду 40К). В інтеґральному варіанті за даними гамма-методу вивчають загальну гамма-активність гірських порід, у спектрометричному — гамма-активність окремих радіонуклідів та їх концентрацію. Гамма-гамма-методом (ГГМ) вимірюють потік чи спектр розсіяного гірською породою гамма-випромінювання, яке виникає при опромінюванні їх гамма-квантами зовнішнього джерела. ГГМ застосовують в основному для визначення густини гірських порід, у першу чергу при геофізичних дослідженнях свердловин (гамма-гамма каротаж).
Нейтронні методи (НМ) основані на опромінюванні гірських порід нейтронами зовнішніх джерел та реєстрації нейтронного чи гамма-випромінювання, яке виникає внаслідок різних реакцій взаємодії нейтронів джерела з ядрами елементів, що входять до складу гірських порід. Методи, основані на реєстрації природного нейтронного потоку гірських порід, не знайшли широкого застосування. НМ включають стаціонарні та імпульсні нейтрон-нейтронні (ННМ та ІННМ), нейтронні гамма (НГМ, ІНГМ) і нейтронні активаційні методи (НАМ). Кожна з цих груп методів включає ряд модифікацій. Найбільш інформативними є спектрометричні варіанти НГМ, ІНГМ, НАМ, у яких за спектрами викликаного нейтронами гамма-випромінювання визначають елементний склад досліджуваних геологічних об'єктів. НМ — найінформативніші з Я.-г.м. і використовуються для вирішення широкого кола геологічних задач.
Рентгенорадіометричний метод, який застосовується в рудній геофізиці, оснований на опромінюванні гірських порід чи руд низькоенергетичним (до 200 кеВ) гамма-випромінюванням від радіонуклідних джерел та вимірюванні характеристичного рентгенівського випромінювання атомів. Гамма-нейтронним методом реєструють фотонейтрони, які утворюються при опромінюванні гірських порід гамма-квантами високих енергій з метою виявлення берилійових руд. Метод ядерного гамма-резонансу, оснований на ефекті Мессбауера, використовується при пошуках та розвідці руд олова та заліза.
При проведенні ядерно-геофізичних зйомок найчастіше використовуються гамма-методи (гамма-зйомка), рідко еманаційна, радіогідрогеологічна, рентгенорадіометрична, гамма-нейтронна та ін. Для випробовування руд застосовують гамма-методи, рентгенорадіометричні, нейтронні та гамма-активаційні методи.
При геофізичних дослідженнях у свердловинах частіше користуються гамма-каротажем, гамма-гамма-каротажем, нейтрон-нейтронним каротажем та нейтронним гамма-каротажем. Для вивчення динаміки підземних флюїдів (нафта, вода) та оцінки фільтраційних властивостей пластів у нафтопромисловій геології, інженерних та гідрогеологічних дослідженнях, а також для контролю технічного стану свердловин використовується метод радіоактивних індикаторів, оснований на запомповуванні тритію чи радону у свердловину і вимірюванні радіоактивності проб води в сусідніх свердловинах.
Подальший розвиток Я.-г.м. пов'язаний із досягненнями ядерної фізики, її методів і технічних засобів. У кінці 30-х — початку 40-х рр. XX століття запропоновано і випробувано нейтронно-активаційний аналіз (1936, Д.Хевеші, Х.Леві — Угорщина), нейтронний каротаж (1939-41, Б.Понтекорво — США); у кінці 40-х-50-х р.р. з'явився гамма-гамма каротаж (1947, Ф.Халенбах — Німеччина), рентгенорадіометричний метод (1954, Л.Райфел, Р.Хемфріц — США), а в 50-ті-60-ті роки сформульовано основні напрямки ядерної геофізики, розроблено теорію методів та принципи створення апаратури.